# Hương An (thị trấn)
Hương An là một thị trấn thuộc huyện Quế Sơn, tỉnh Quảng Nam, Việt Nam.

## Địa lý
Thị trấn Hương An nằm ở phía đông bắc huyện Quế Sơn, có vị trí địa lý:
- Phía đông giáp huyện Thăng Bình
- Phía tây giáp xã Quế Phú
- Phía nam giáp xã Quế Mỹ
- Phía bắc giáp huyện Duy Xuyên.

Thị trấn Hương An có diện tích 11,17 km², dân số năm 2019 là 8.267 người, mật độ dân số đạt 740 người/km².

## Lịch sử
Trước đây, Hương An là một xã thuộc huyện Quế Sơn, được thành lập vào năm 2008 trên cơ sở điều chỉnh 855 ha diện tích tự nhiên và 5.491 người của xã Quế Phú; 180 ha diện tích tự nhiên và 959 người của xã Quế Cường.
Sau khi thành lập, xã Hương An có 1.035 ha diện tích tự nhiên, dân số là 6.450 người.
Ngày 10 tháng 1 năm 2020, Ủy ban Thường vụ Quốc hội ban hành Nghị quyết số 863/NQ-UBTVQH14 về việc sắp xếp các đơn vị hành chính cấp xã thuộc tỉnh Quảng Nam (nghị quyết có hiệu lực từ ngày 1 tháng 2 năm 2020). Theo đó, thành lập thị trấn Hương An trên cơ sở toàn bộ 11,17 km² diện tích tự nhiên và 8.267 người của xã Hương An.

## Hành chính
Thị trấn Hương An được chia thành 6 tổ dân phố: Đồng Tràm, Hương An, Hương An Đông, Hương Lộc, Hương Yên, Yên Lư.